# Attinghausen
Attinghausen – miejscowość i gmina w Szwajcarii, w kantonie Uri. Leży nad rzeką Reuss.

## Demografia
W Attinghausen mieszka 1 749 osób. W 2021 roku 6,3% populacji gminy stanowiły osoby urodzone poza Szwajcarią. 

## Transport
Gmina leży przy autostradzie A2.